# ماريون واتسون
ماريون واتسون هي لاعب كرة قاعدة كندية، ولدت في 2 يوليو 1923، وتوفيت في 15 يوليو 1997.